# Frédéric VI de Zollern
Pour les articles homonymes, voir Frédéric VI.
 (septembre 2010).
Si vous disposez d'ouvrages ou d'articles de référence ou si vous connaissez des sites web de qualité traitant du thème abordé ici, merci de compléter l'article en donnant les références utiles à sa vérifiabilité et en les liant à la section « Notes et références ».
Frédéric VI de Zollern, (en allemand Friedrich von Zollern), décédé le 4 mai 1298. Il fut surnommé l'Aîné ou le Chevalier. 
Il fut comte de Zollern de 1288 à 1298.

## Famille
Fils de Frédéric V de Zollern et de Udihild von Dillingen.

### Mariage et descendance
En 1281, Frédéric VI de Zollern épousa Cunégonde von Baden (1265-1310), (fille du margrave Rodolphe Ier de Bade-Bade)
Six enfants sont nés de cette union :
- Frédéric VII de Zollern, comte de Zollern, en 1298, il épousa Eufemie von Zollern-Hohenberg.

- Frédéric VIII de Zollern, comte de Zollern

- Frédéric de Zollern-Hainbourg († 1361), comte de Zollern-Hainbourg.

- Albrecht von Zollern.

- Cunégonde de Zollern († 1381), elle fut abbesse au monastère de Lichtenthal

- Sophie de Zollern († 1366) elle entra dans les ordres[1].

Frédéric VI de Zollern succéda à son père en 1289.
En 1288, Frédéric VI de Zollern et son jeune frère, le comte Frédéric Ier de Zollern-Schalksbourg se partagèrent les territoires, le second fonda la lignée des Zollern-Schalksbourg qui s'éteignit en 1408.  

## Généalogie
Frédéric VI de Zollern appartient à la quatrième branche (lignée de Hohenzollern-Hechingen) issue de la première branche de la Maison de Hohenzollern. Frédéric VI de Zollern est l'ascendant de Michel Ier de Roumanie. Cette quatrième branche s'éteignit en 1869 à la mort de Frédéric Guillaume de Hohenzollern-Hechingen.